# Paziente (nome)
Paziente  è un nome proprio di persona italiano maschile e femminile.

## Varianti
- Femminili: Pazienza[1][2][3]

## Origine e diffusione

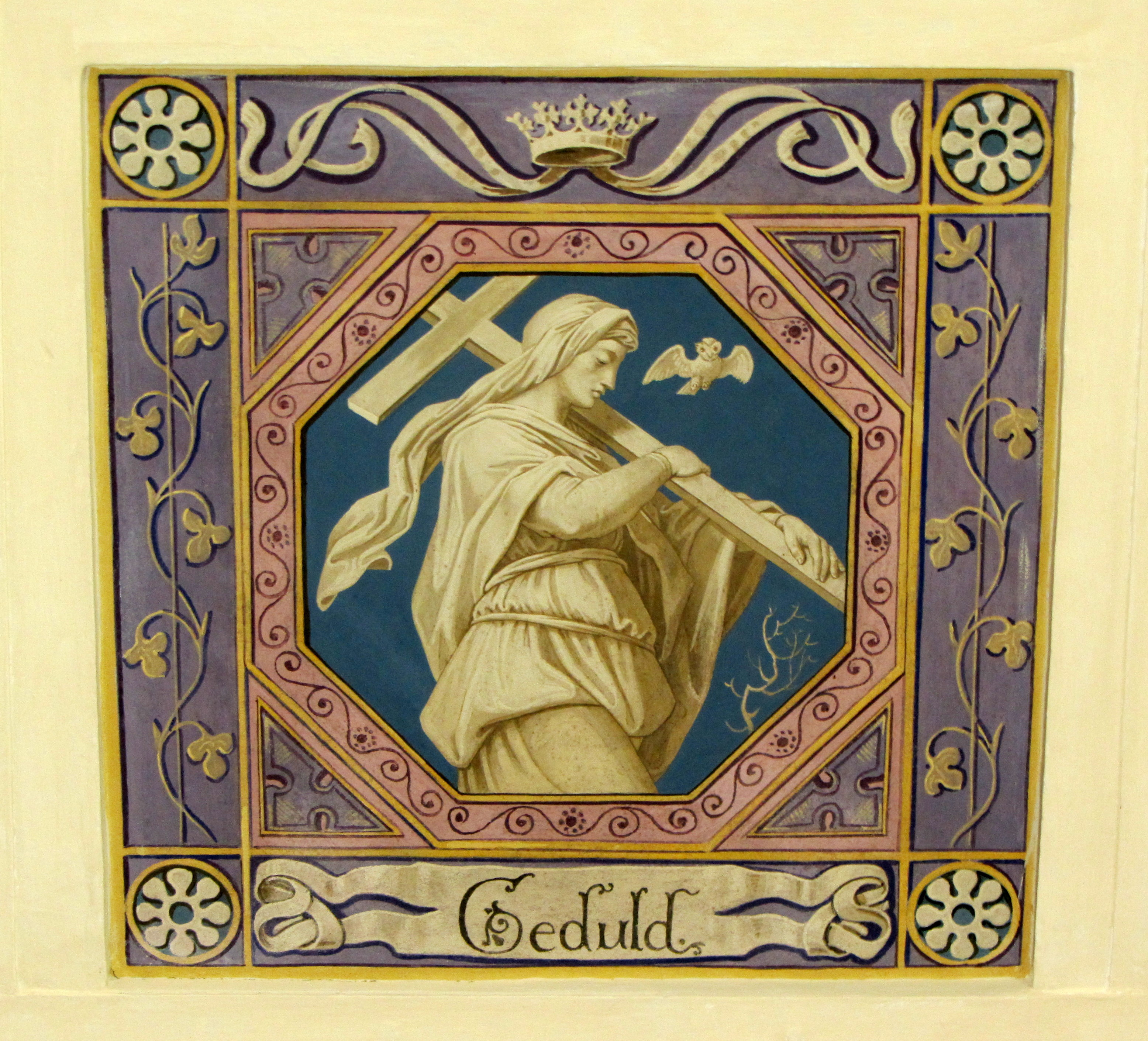
Allegoria della Pazienza su un affresco sul soffitto della chiesa di Maria im Busch, ad Erolzheim

Serie di nomi medievali derivati da tardo latini Patiens e Patientia, che, in ambito cristiano, alludono alla virtù della pazienza, intesa come devota sopportazione dei mali e delle avversità. Ha quindi lo stesso significato dei nomi arabi Sabri e Halim.
Si tratta di uno dei tanti nomi (come anche Clemente, Costante, Durante, Fermo, e via dicendo) modellati sulla base delle virtù del "buon cristiano", secondo un criterio che ebbe non poca fortuna nell'onomastica antica, per quanto Paziente sia un nome pressoché dimenticato ai giorni nostri. La variante femminile "Pazienza", tipicamente pugliese, è diffusa per il culto verso la santa così chiamata, e in parte può anche essere riferito alla Madonna della Pazienza, uno dei titoli con cui è venerata la Vergine Maria.
Etimologicamente, paziente e pazienza, in latino patiens o patientem e patientia, hanno entrambi le loro radici in pati ("soffrire", "sopportare").

## Onomastico
L'onomastico si può festeggiare in memoria di due diversi santi di questo nome, uno vescovo di Metz e l'altro vescovo di Lione, commemorati rispettivamente l'8 gennaio e l'11 settembre. Una leggendaria santa Pazienza, inoltre, martire a Huesca, è commemorata con il marito sant'Orenzio il 1º maggio.